# گل‌ها و درخت‌ها
گل‌ها و درخت‌ها (به انگلیسی: Flowers and Trees) انیمیشن کوتاهی از مجموعه انیمیشن‌های سمفونی احمقانه به تهیه‌کنندگی والت دیزنی و کارگردانی برت جیلت است. این انیمیشن محصول سال ۱۹۳۲ بوده و در ۳۰ ژوئیه همان سال توسط یونایتد آرتیستز اکران شد. گل‌ها و درخت‌ها همچنین نخستین انیمیشنی است که جایزه اسکار بهترین پویانمایی کوتاه را به خود اختصاص داده و نخستین اثر رنگی سمفونی احمقانه است.

## خلاصه داستان
یک کندهٔ درخت شرور که به عشق دو درخت جوان به یکدیگر حسادت می‌ورزد جنگل را به آتش می‌کشد.

## ساخت
گل‌ها و درخت‌ها در ابتدا به صورت سیاه و سفید در حال ساخته‌شدن بود ولی پس از آنکه والت دیزنی نتیجهٔ آزمایش‌های هربرت کالموس بر روی فیلم‌های تکنی‌کالر سه نواره را دید تصمیم گرفت تا گل‌ها و درختان را با همین روش به صورت رنگی بسازد. بدین ترتیب گل‌ها و درخت‌ها، نخستین فیلم تمام‌رنگی ساخته‌شده به شیوهٔ تکنی‌کالر سه نواره، پس از سال‌ها استفاده از فیلم‌های تکنی‌کالر دو نواره است. این انیمیشن رنگی مورد توجه تماشاگران و منتقدان قرار گرفت و موفق شد تا برندهٔ نخستین جایزهٔ اسکار بهترین فیلم کوتاه انیمیشن در ۱۹۳۲ باشد.

## گروه تولید
- کارگردان: برت جیلت
- تهیه‌کننده: والت دیزنی
- انیماتورها: لز کلارک، دیوید هند، تام پالمر